# 立谷川
立谷川（たちやがわ）は、山形県の山形市及び天童市を流れる河川。最上川水系須川支流である。

## 地理

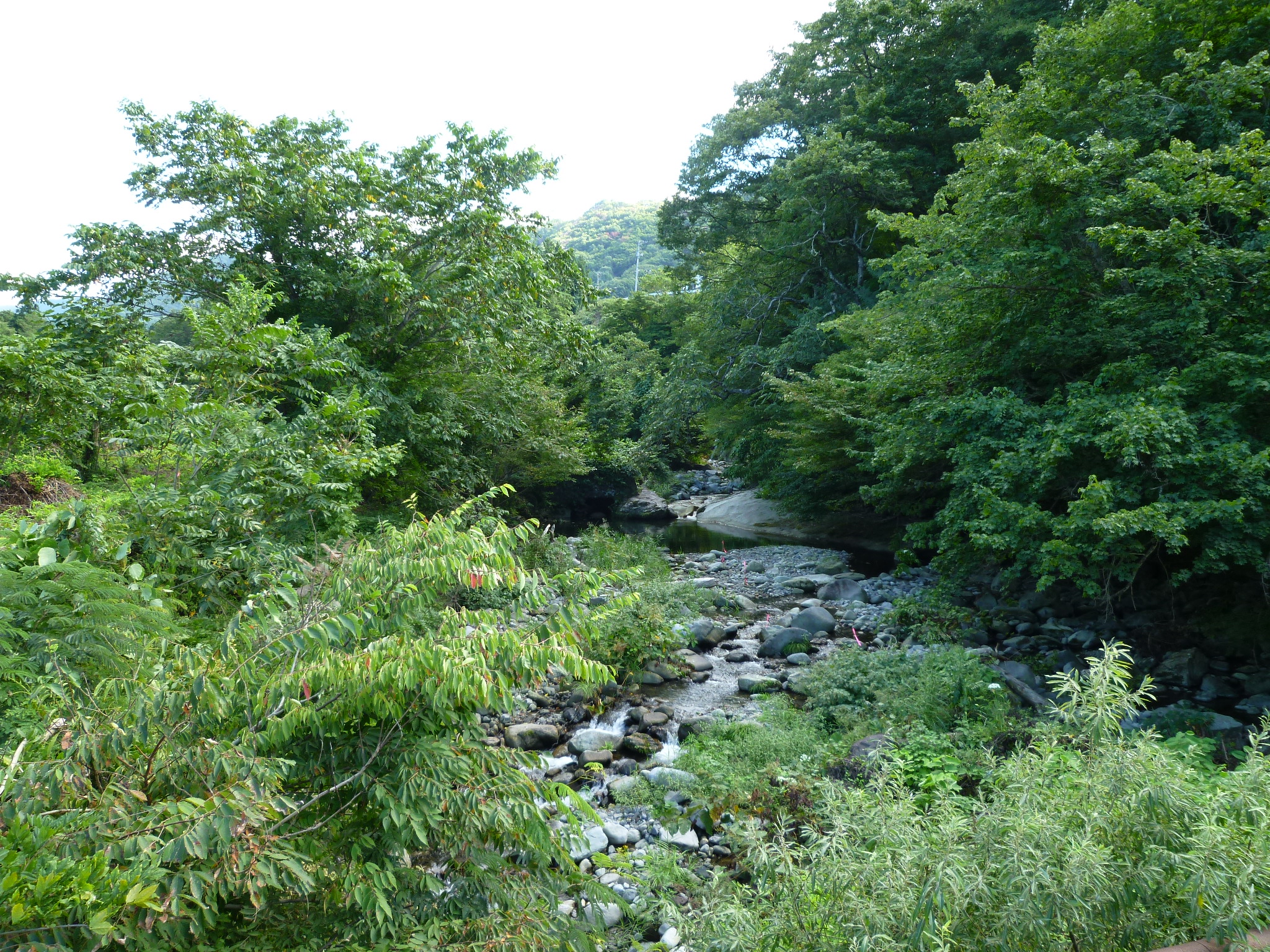
山形市山寺付近。中嶋橋から上流（遊仙峡方面）方向

山形県山形市北東にある奥羽山脈の二口峠（山伏峠側）に源を発し北西に向かう。源流付近は遊仙峡と呼ばれる。山形市山寺付近にて流路を西へ向け、面白山方面から至る紅葉川、ついで芦沢川を合わせる。7km程山形市と天童市の境界を流れ、山形市灰塚付近で一旦市境から離れて山形市に入った後、山形市中野目付近で須川に合流する。
上流域の遊仙峡は、支流である紅葉川源流（紅葉川渓谷）と並んで紅葉の名所とされ、山寺と合わせて観光地となっている。中流域では両岸が工業地帯となり、山形市側は立谷川工業団地、天童市側は清池工業団地となっている。中流域から合流地点までは水田が多い。
山形市の北部と天童市の南部は、立谷川の扇状地によって形成された平地である。

## 流域の自治体
山形県
山形市、天童市

## 支流
上流より記載（支流および二次支流）
- 立石川
- オマダノ沢川
- 一ツ石の沢川
- 紅葉川
  - 所部沢川
  - 田代沢川
  - 岩ノ沢川
  - 猫沢川
- 芦沢川

（全て山形市内）

## 橋梁
上流より記載
- 中嶋橋
- 仙山線
- 山寺宝珠橋
- 山寺芭蕉橋（山形県道19号山形山寺線）
- 山寺橋
- 大森赤石橋
- 荒谷橋（山形県道19号山形山寺線）
- べにばな大橋
- 天童大橋（国道13号）
- 天山橋（山形県道22号山形天童線バイパス）
- 奥羽本線（山形線、山形新幹線）
- 立谷川橋（山形県道22号山形天童線）
- 高擶橋
- 明治橋（山形県道20号山形羽入線バイパス）
- 東北中央自動車道
- 灰塚橋（山形県道20号山形羽入線）